# Serena Lederer

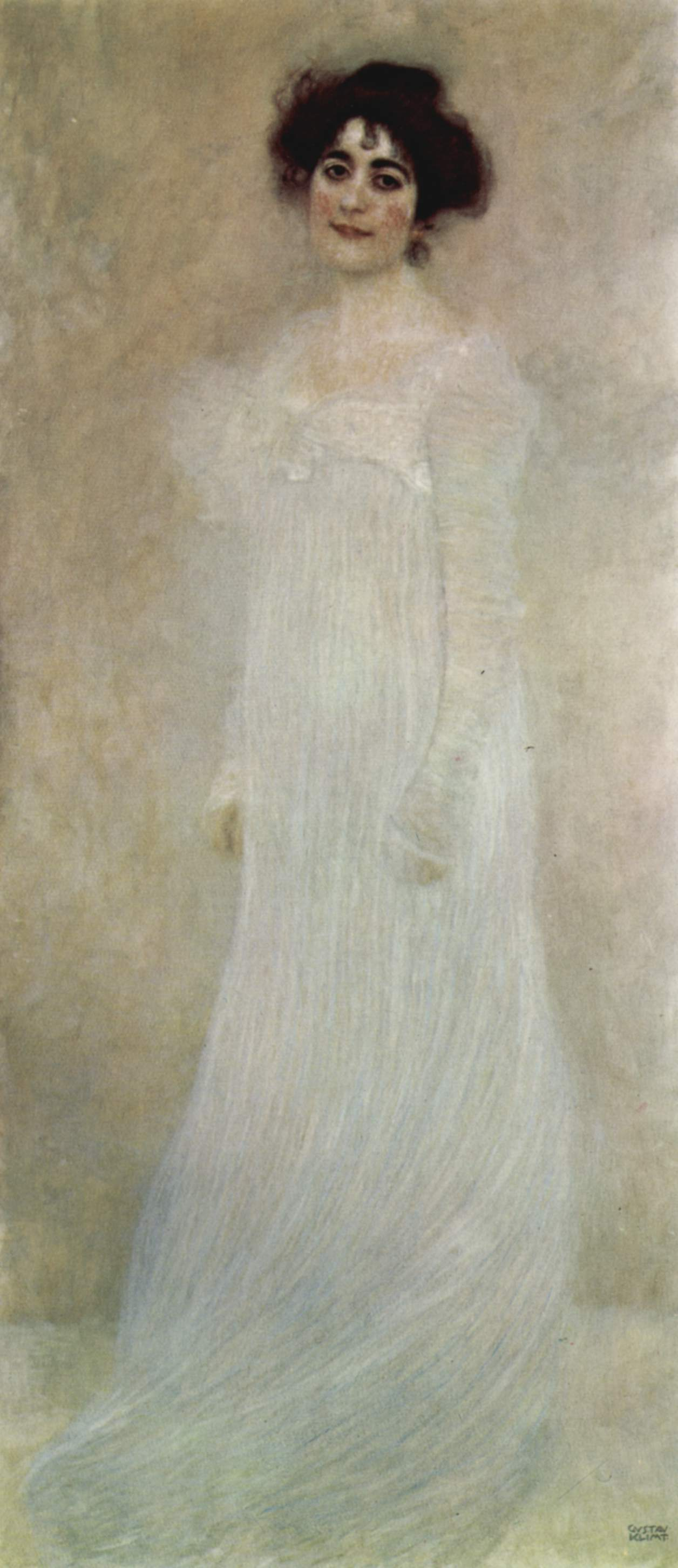
Gustav Klimt: Porträt der Serena Lederer (1899)

Serena Lederer (ungarische Schreibweise Szeréna Lederer), geborene Pulitzer (geb. 20. Mai 1867 in Budapest, Österreich-Ungarn; gest. 27. März 1943 in Budapest, Königreich Ungarn) war die Gattin des Industriellen August Lederer, Vertraute von Gustav Klimt und die treibende Kraft beim Aufbau der großen Ledererschen Klimtsammlung.

## Leben
Die Tochter aus reichem Haus (der amerikanische Journalist und Verleger Joseph Pulitzer war ihr Großonkel) galt in ihrer Jugend als berühmte Schönheit. Ihr Leben lang pflegte sie das Auftreten und die Allüren einer Grande Dame. Am 5. Juni 1892 heiratete sie vor dem Pester Rabbinat den 1857 geborenen Industriellen August Lederer. Bereits 1888 fertigte Gustav Klimt ein erstes Miniatur Bildnis von der jungen und damals noch ledigen Serena Lederer für sein Werk „Zuschauerraum im Alten Burgtheater“ an.
Die Familie, der die drei Kinder Elisabeth (1894–1944), Erich (1896–1985), und Friedrich („Fritz“) (1899–1972) entsprossen, residierte in Győr, in der Bartensteingasse 8 in Wien und im Ledererschlössel in Weidlingau. Laut Erich Lederer wurde die Gestaltung der Innenräume der von Josef Hoffmann und Koloman Moser 1903 gegründeten Wiener Werkstätte überlassen. Die Einrichtung war Eduard Josef Wimmer-Wisgrill anvertraut worden. In der Wiener Stadtwohnung, die angeblich auf Geheiß der Hausherrin nicht fotografiert werden durfte, war ein eigener Raum der Klimt-Sammlung gewidmet. Das Bildnis der Szeréna Lederer aus 1899 war hier der Auftakt zu einer engen freundschaftlichen Beziehung. Über Empfehlung Gustav Klimts verkehrte nach 1912 auch Egon Schiele im Hause Lederer und freundete sich speziell mit Erich Lederer, dem älteren der beiden Söhne der Familie an. Erich Lederer vertraute dem Kunsthändler Christian M. Nebehay an, dass die Familie in den Mappen daheim so viele Zeichnungen und Gouachen von Schieles Hand verwahrt habe, als das Jahr Tage hat.
Serena Lederer konnte sich nie ganz an den Künstler gewöhnen, weder an die Person, noch an seine Kunst. Auch scheute sich Egon Schiele offensichtlich, Serena Lederer seine Zeichnungen persönlich zu offerieren und schickte lieber andere als Vermittler oder sogar seine Modelle, die stets im Büro warten mussten und niemals in die Wohnung gebeten wurden. Christian M. Nebehay erklärte sich diese Distanziertheit gegenüber Schiele damit, dass „man nicht bereit war, die ausgewogene Schönheit der Räume in der Bartensteingasse 8 durch allzu Modernes aus dem Gleichgewicht bringen zu lassen“. Wiewohl waren die zahlreichen Schiele-Zeichnungen sorgfältig in Mappen verwahrt, wurden aber nicht aufgehängt.
Szeréna Lederer gilt als Motor hinter den Kunstkäufen August Lederers. Es existieren Klimt-Porträts ihrer Mutter Charlotte Pulitzer (1833–1920), ihrer Tochter Elisabeth (verh. Bachofen-Echt) und ihrer selbst. Wieweit die Beziehung Szeréna Lederers zu Gustav Klimt intimen Charakter hatte, ist schwer nachzuweisen. In der Zeit des Nationalsozialismus, als der Nachweis „arischer“ Vorfahren überlebenswichtig war, erreichte ihre Tochter Elisabeth jedenfalls die amtliche Anerkennung Klimts als unehelichen Vater.
Ihre Schwester Aranka Munk (1862–1941) und deren Tochter Lola wurden 1941 bzw. 1942 im Zuge der Shoah im Ghetto Litzmannstadt ermordet. Ihre Schwester Jenny Steiner (1863–1958) war ebenfalls Sammlerin. Sie konnte 1938 nach Paris und von dort nach New York emigrieren. Nur wenige Werke ihrer Sammlung konnten nach dem Untergang des NS-Regimes wieder aufgefunden werden.
Ein Teil der beschlagnahmten Kunstsammlung von Serena Lederer wurde bei Kriegsende möglicherweise Opfer des Brandes von Schloss Immendorf.